# 10,000 Days
10,000 Days četvrti je studijski album američkog rock sastava Tool. Diskografske kuće Tool Dissectional i Volcano Entertainment objavile su ga 28. travnja 2006. u dijelovima Europe, dan kasnije u Australiji, 1. svibnja 2006. u Ujedinjenom Kraljevstvu, a 2. svibnja 2006. u Sjevernoj Americi. Snimanje uratka odvijalo se u O'Henry Sound Studiosu u Burbanku, Kaliforniji, ali i u The Loftu i Grandmaster Studiosu u Hollywoodu, Kaliforniji). Bio je to prvi put od albuma Undertow iz 1993. godine da je grupa radila u Grandmaster Studiosu i bez producenta Davida Bottrilla. Bio je miksan u Bayu 7 u Sjevernom Hollywoodu, a masteriran u Gateway Mastering Studiosu u Portlandu, Maineu. S 10,000 Daysa bila su objavljena tri singla koja su ušla u top 10 mjesta rock ljestvica: "Vicarious", "The Pot" i "Jambi".
Debitirao je na prvom mjestu ljestvice Billboard 200 i u prvom je tjednu objave bio prodan u 564.000 primjeraka. Do kraja 2007. godine bio je prodan u 2,5 milijuna primjeraka širom svijeta i postigao je platinastu nakladu.
10,000 Days bio je posljednji Toolov uradak više od deset godina; skupina je idući studijski album, Fear Inoculum, objavila 30. kolovoza 2019. godine.

## Pozadina i snimanje
Album je bio sniman u O'Henry Sound Studiosu u Burbanku, Kaliforniji, kao i u studijima The Loft i Grandmaster Studios u Hollywoodu, Kaliforniji. Bio je miksan u Bayu 7 u Sjevernom Hollywoodu, a masteriran u Gateway Mastering Studiosu u Portlandu, Maineu. Časopis Guitar World za lipanj 2006. (objavljen 11. travnja 2006.) sadrži intervju s gitaristom Adamom Jonesom u kojem je govorio o novom albumu. Jones je objasnio da se tijekom snimanja albuma služio "mikrofonima nalik cijevnim bombama" (u pitanju je pickup gitare postavljen unutar mjedenog cilindra) i da je na pjesmi "Jambi" odsvirao gitaristički solo koristeći se talk boxom. O "mikrofonu nalik cijevnoj bombi" i ostalim informacijama vezanima za snimanje uratka dodatno se raspravljalo u lipanjskom izdanju časopisa Mix. Bubnjar Danny Carey upravljao je mnogim zvučnim efektima na interludijima na albumu koristeći se elektroničkim bubnjevima pod imenom "Mandala".
Naziv 10,000 Days (10.000 dana) odnosi se na približno ophodno vrijeme planeta Saturna (koje zapravo traje 10.759 dana); 10.000 dana iznosi gotovo 27 godina i prema Keenanu označava "vrijeme kad vam se nudi prilika da se preobrazite, napustite prethodne inhibicije, dozvolite svjetlu znanja da vam takoreći olakša nošenje tereta, da ostavite stare uzorke i prigrlite nov život". Keenan je izjavio da skladane pjesme "prate taj proces; nadam se da sam pomoću njih podijelio taj put i nekome pomogao da prijeđe tu točku".

## Omot albuma i ilustracije
Omot albuma 10,000 Days za inačicu na CD-u sastoji se od knjižice albuma obavijene tvrdim kartonom i koju djelomično prekriva pokretni poklopac; taj poklopac drži par stereoskopskih naočala uz koje se može gledati ilustracije u knjižici albuma. U kombinaciji s tim naočalama ilustracije stvaraju iluziju dubine i trodimenzionalnosti. Alex Grey, koji je izradio veći dio ilustracija za Lateralus i glazbeni spot za pjesmu "Parabola", ponovo je surađivao sa skupinom na 10,000 Daysu. Sam je CD ukrašen stiliziranim očima posloženim u naočigled logaritamsku spiralu koja se kreće prema sredini (ta je ilustracija preuzeta iz slike Alexa Greya pod imenom "Collective Vision"). Kao što je bio slučaj i s drugim Toolovim albumima, tekstovi pjesama nisu otisnuti uz ilustracije; pjevač Maynard James Keenan umjesto toga objavio je tekstove pjesama na internetu. Dana 5. svibnja 2006. službeni je uređivač Toolove web-stranice izjavio da "četiri zasebne fotografije [članova grupe] tvore neku vrstu zagonetke", ali da su zagonetka i njezino značenje "još jedan težak problem koji valja riješiti".
U intervjuu je Alex Grey, koji je radio na naslovnicama za 10,000 Days i Lateralus, izjavio da su mnoge njegove ilustracije za Tool bile utemeljene na vizionarskim putovanjima koje je potaknuo napitak pod imenom ayahuasca. Za naslovnicu 10,000 Daysa izjavio je da je "goruća vizija beskrajne mreže božanskih glava nastala tijekom putovanja na koje me odvela ayahuasca" te je na sličan način govorio i o naslovnici za Lateralus. Grey je u drugom intervjuu u kojem je govorio o nastanku naslovnice za 10,000 Days izjavio da prikazuje vizije kojima je svjedočio tijekom stanja omamljenosti i haluciniranja nakon uzimanja DMT-ja (glavnog kemijskog spoja u ayahuasci).

## Objava
Časopis Billboard 27. je ožujka 2006. godine objavio članak o 10,000 Daysu, u kojem je izvijestio da će pjesma "Vicarious" biti prvi singl s albuma. "Vicarious" je službeno bio objavljen na radijskim postajama 17. travnja te se pojavio na drugom mjestu ljestvica Modern Rock Tracks i Mainstream Rock Tracks. Glazbeni spot za pjesmu bio je objavljen na DVD-u 18. prosinca 2007. godine.
Pjesmu se usto moglo svirati u videoigri Guitar Hero World Tour.
Drugi singl objavljen s albuma bila je skladba "The Pot", koja je zauzela peto mjesto na ljestvici Modern Rock. Bio je to prvi singl skupine koji se našao na prvom mjestu ljestvice Mainstream Rock. Glazbeni spot za "The Pot" trebao je biti sniman tijekom blagdana 2006. godine. "Jambi" je bio treći singl objavljen na radijskim postajama i pojavio se na ljestvicama Modern i Mainstream Rock.

## Recenzije
10,000 Days dobio je uglavnom pozitivne kritike, ali ga se manje hvalilo nego prethodne Toolove albume. Većina kritičara pohvalila je uradak kao još jedan primjer Toolovih glazbenih vještina. Recenzenti koji su 10,000 Daysu dali relativno niske ocjene propitivali su korisnost ambijetalnih interludija, kojima se Tool služio i na prijašnjim albumima. Usprkos tome, uradak je 2006. godine osvojio nagradu Metal Storma za najbolji alternativni metal album. K tome, pjesma "Vicarious" bila je nominirana za nagradu Grammy u kategoriji najbolje hard rock izvedbe. Časopis Rolling Stone nazvao ga je 38. najboljim albumom 2006. godine. Uradak je 2006. godine bio nagrađen Grammyjem za najbolji omot. Godine 2008. pjesma "The Pot" bila je nominirana za Grammy u kategoriji najbolje hard rock izvedbe.
Na web-stranici Metacritic, koja uzima ocjene kritičara, računa njihov prosjek i prema njemu uratku daje ocjenu od 0 do 100 bodova, ocjena uratka iznosi 68, što označava "uglavnom pozitivne kritike", na temelju 19 recenzija. Rob Theakston iz AllMusica napisao je: "Nije samo korak unaprijed za sastav, već i ponovno posvećivanje rock pjesmama epskih duljina koje čine korijene ranog heavy metala." Nick Cowen iz Drowned in Sounda pohvalio je album i opisao ga kao "vjerojatno najprivlačniji i najbriljantniji heavy metal album koji će tijekom cijele ove godine objaviti neki neki veći izdavač". Časopis Alternative Press napisao je: "Kao što je slučaj sa svime što čini Toolov opus, na 10,000 Daysu ima dovoljno ljepote, lomljenja srdaca i trijumfa, što će dovesti do toga da će ga mlađi izvođači idućih godina secirati, proučavati i zavidjeti mu." Evan Serpick iz Rolling Stonea izjavio je da na uratku skupina "zadržava razinu vještine i virtuoznosti kojoj u metalu nema premca".
Ipak, Adrien Begrand iz PopMattersa komentirao je: "Budući da je njegov omot iznimno dojmljiv, a glazba, koja često dostiže nove razine turobne ljepote, zdravo raznovrsna, 10,000 Days previše je snažno djelo da bi ga se nazvalo razočaranjem, ali konstantna potreba za ispunjavanjem CD-a sa 75-80 minuta glazbe mogla bi uništiti skupinu." Jess Harvell iz Pitchforka napisao je negativniju recenziju: "Umjesto da nastavi eksperimentirati i istraži područja u kojima je jak, Tool je stvorio... album A Perfect Circlea." Ayo Jegede iz Stylus Magazine oštro je kritizirao uradak, ali i članove sastava u pogledu "progresivnosti": "Nisam siguran, ali rekao bih da "progresivno" ima veze s razvojem i promjenom. Mislim da se taj pridjev ne koristi kad si zatočen u svojem malom svemiru u kojem vrijedi sve što kažeš."

## Popis pjesama
Tekstovi: Maynard James Keenan, glazba: Adam Jones, Danny Carey, Maynard James Keenan i Justin Chancellor.
| 1.    | »Vicarious«                 | 7:06  |
| 2.    | »Jambi«                     | 7:28  |
| 3.    | »Wings for Marie, Pt 1«     | 6:11  |
| 4.    | »10,000 Days (Wings, Pt 2)« | 11:13 |
| 5.    | »The Pot«                   | 6:21  |
| 6.    | »Lipan Conjuring«           | 1:11  |
| 7.    | »Lost Keys (Blame Hofmann)« | 3:46  |
| 8.    | »Rosetta Stoned«            | 11:11 |
| 9.    | »Intension«                 | 7:21  |
| 10.   | »Right in Two«              | 8:55  |
| 11.   | »Viginti Tres«              | 5:02  |
| 75:45 |                             |       |

## Zasluge
| Tool - Maynard James Keenan – vokali - Adam Jones – gitara, sitar, umjetnički direktor - Justin Chancellor – bas-gitara; dodatna gitara (na pjesmi "Lost Keys (Blame Hofmann)") - Danny Carey – bubnjevi, udaraljke, tabla Dodatni glazbenici - Lustmord – efekti vremenskih prilika (na pjesmi "10,000 Days (Wings, Pt 2)") - Bill McConnell – vokali (na pjesmi "Lipan Conjuring") - Pete Riedling – glas Doktora Watsona (na pjesmi "Lost Keys (Blame Hofmann)") - Camella Grace – glas medicinske sestre (na pjesmi "Lost Keys (Blame Hofmann)") | Ostalo osoblje - Evil Joe Barresi – tonska obrada, miksanje - Mackie Osborne – dizajn, omot albuma - Travis Shinn – fotografija - Alex Grey – ilustracije - Bob Ludwig – mastering |

## Ljestvice
10,000 Days debitirao je na prvom mjestu američke ljestvice Billboard 200; u prvom je tjednu objave bio prodan u 564.000 primjeraka. Bio je to Toolov drugi album koji se našao na vrhu te ljestvice. U Australiji je također debitirao na prvom mjestu; ondje je u prvom tjednu objave bio prodan u 39.278 primjeraka. U Ujedinjenom je Kraljevstvu debitirao na četvrtom mjestu, što je najviše mjesto koje je grupa zauzela na ljestvici albuma u toj državi. Postigao je platinastu nakladu 9. lipnja 2006. godine.
| Ljestvica (2006.)      | Najviša Pozicija |
| ---------------------- | ---------------- |
| Australija             | 1                |
| Austrija               | 1                |
| Belgija (Flandrija)    | 1                |
| Belgija (Valonija)     | 6                |
| Češka                  | 23               |
| Danska                 | 2                |
| Finska                 | 1                |
| Francuska              | 7                |
| Grčka                  | 1                |
| Irska                  | 6                |
| Italija                | 4                |
| Kanada                 | 1                |
| Mađarska               | 10               |
| Nizozemska             | 1                |
| Novi Zeland            | 1                |
| Norveška               | 1                |
| Njemačka               | 2                |
| Poljska                | 1                |
| Portugal               | 6                |
| SAD (Billboard 200)    | 1                |
| Švedska                | 2                |
| Švicarska              | 3                |
| Ujedinjeno Kraljevstvo | 4                |